# كاميرا تلفازية

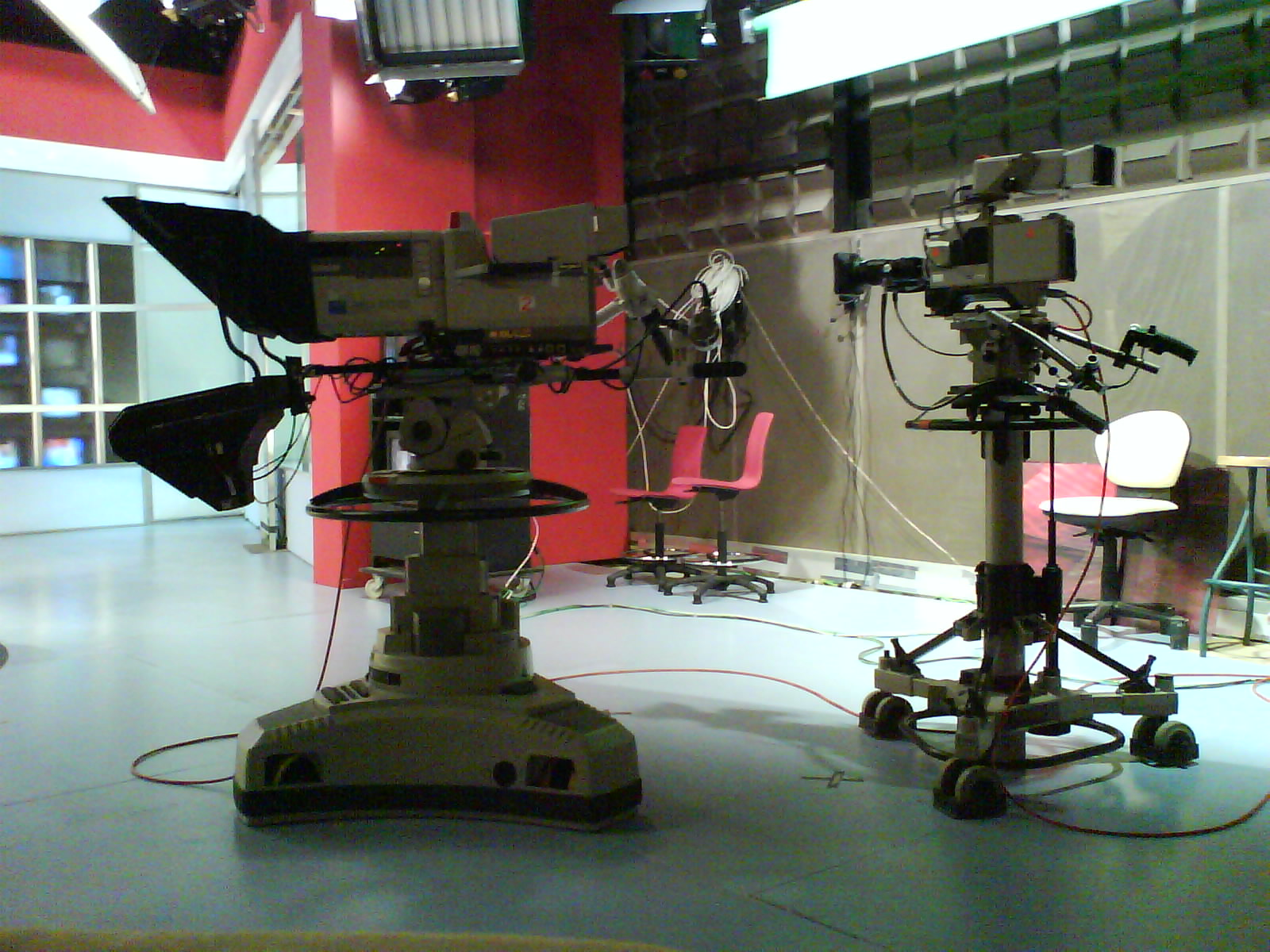
نوعين من كاميرات التلفزيون

كاميرا التلفزيون (بالإنجليزية: Television camera)‏ هي الأداة أو آلة التصوير، التي تنقل الصورة من الأستديو، إلى المشاهد مباشرة عبر الإرسال الفضائي، أو الأرضي مباشرة أو بعد حين لأنها تحفظ في وسائل التسجيل المتعددة.
يتم ذلك عبر عدة أجهزة تلفزيونية أخرى تساهم في الارتقتاء بنوعية الصورة.